# Jacqueline Dunnley-Wendt

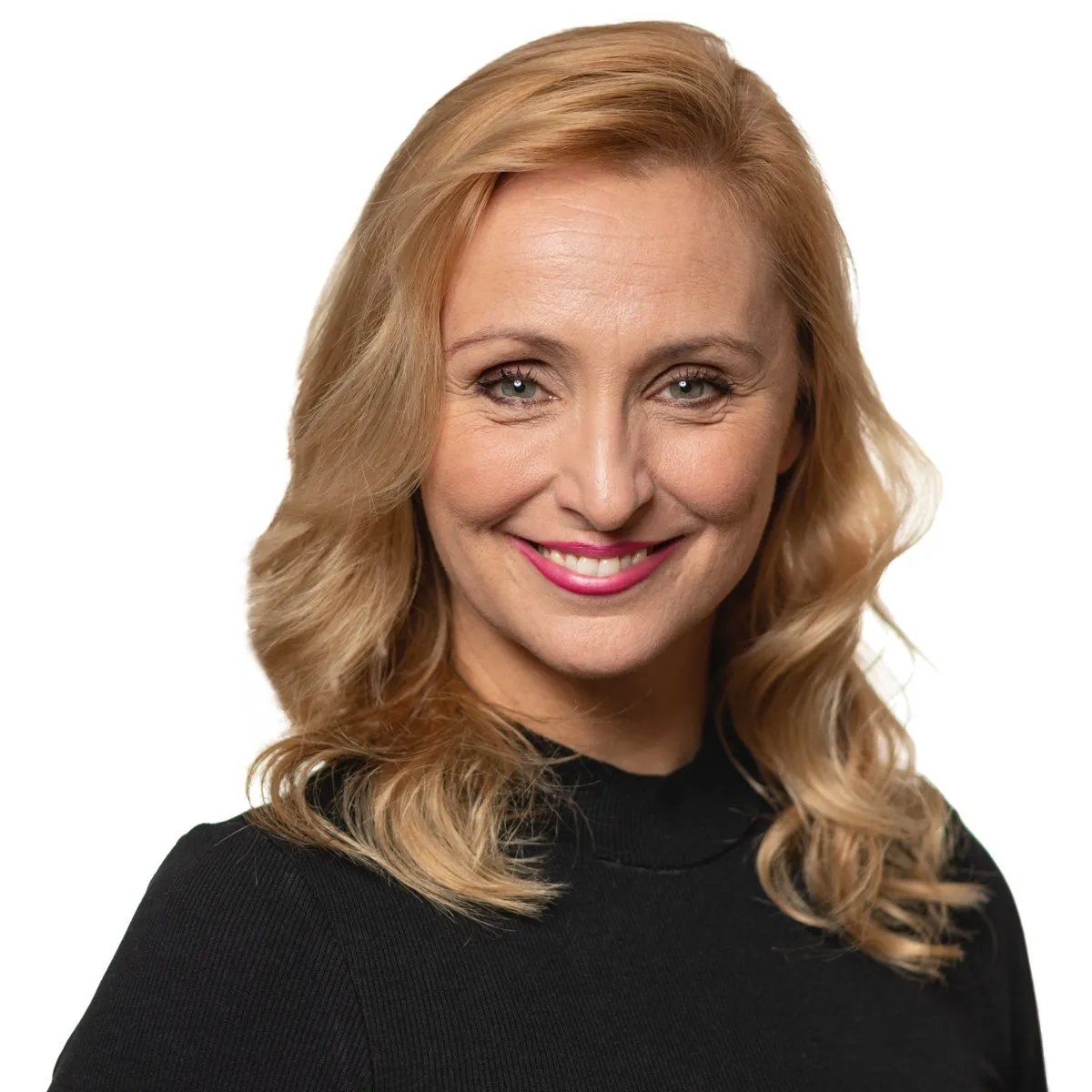
Jacqueline Dunnley-Wendt (2023)

Jacqueline Dunnley-Wendt (* 21. Januar 1971 in Birmingham) ist eine britisch-deutsche Regisseurin, Choreografin und Pädagogin.

## Leben
Jacqueline Dunnley-Wendt wuchs mit ihrem Mädchennamen Jacqueline Dunn in Birmingham, England auf. Im Alter von drei Jahren erhielt sie ihren ersten Tanzunterricht an der Grove Lane School of Dance, ab fünf Jahren an der Suzette School of Dance; später studienvorbereitenden Unterricht bei Bojangles Dance in Lichfield.
Sie studierte an The Urdang Academy of Ballet and Performing Arts in Covent Garden, London, klassisches Ballett, Jazz Dance, Stepptanz, Modern Dance, Contemporary Dance (Graham-Technik), Drama und Gesang sowie Tanzpädagogik. Sie schloss mit Diplom als Lehrerin für Musical Theater ab, sowie mit dem Associate Teaching Certificate der Imperial Society of Teachers of Dancing und der Royal Society of Arts in Tanzgeschichte sowie Anatomie und Physiologie für Tänzer.
Aufgrund von Vorgaben der Actors’ Equity Association nahm sie für die Bühne den Namen Jacqueline Dunnley an, seit ihrer Heirat lautet dieser Jacqueline Dunnley-Wendt, oftmals genannt Jacqui Dunnley-Wendt. Neben der britischen besitzt sie seit 2020 die deutsche Staatsbürgerschaft.
Sie ist künstlerische Leiterin von MCE Shows und künstlerische und pädagogische Leiterin der Musicalschule Ahrensburg.
Jacqueline Dunnley-Wendt ist verheiratet mit dem Musiker, Dirigenten und Theaterproduzenten Hauke Wendt. Gemeinsam haben sie zwei Söhne und leben in Ahrensburg bei Hamburg.

## Bühnenproduktionen

### Als Musicaldarstellerin und Tänzerin
- 1990 Birmingham Superprix
- 1990 Amitabh Bachchan Bollywood Concert im Wembley-Stadion[5]
- 1990 Fashion Hair Show, London
- 1990 Cinderella Pantomime, Tunbridge Wells
- 1991 Summer Season, Clacton-on-Sea
- 1991 Jack and the Beanstalk Pantomime, Piccadilly Theatre London
- 1992 Wot a Carry On, North Pier Blackpool[6]
- 1992 The Russ Abbott Show, North Pier Blackpool
- 1992 Goldilocks and the three Bears Pantomime, Wimbledon Theatre London
- 1993 Cats, Operettenhaus Hamburg[7]
- 1995 Buddy – Die Buddy Holly Story, Neue Metropol Musicaltheater Hamburg
- 1995 Disney’s Die Schöne und das Biest, Raimundtheater Wien[8][9]
- 1997 Disney’s Beauty and the Beast, Dominion Theatre London[10][11]
- 1998 Buddy – das Musical, Neue Metropol Musicaltheater Hamburg
- 1999 Joseph and the Amazing Technicolor Dreamcoat, Colosseum Theater Essen
- 2000 Disney’s Die Schöne und das Biest, Palladium Theater Stuttgart
- 2001 Cats, Palladium Theater Stuttgart
- 2001 Disney’s Beauty and the Beast, International Tour (UK und Irland)[12]
- 2003 Cats, Capitol Theater Düsseldorf und Tournee
- 2007 Stage Entertainment’s Best of Musical Tournee

### Als Kreative
- 2001 Disney’s Beauty and the Beast, International Tour (UK und Irland), Dance Captain und stellvertretende Künstlerische Leiterin
- 2003 Cats, Tournee, Künstlerische Leiterin[13]
- 2004 Disney’s Beauty and the Beast, LG Arts Centre Seoul, Assistant Choreographer
- 2005 Witchcraft – The Magic of Cy Coleman, Capitol Theater Düsseldorf, Uraufführung, Regie und Choreografie[14]
- 2008 Disney’s Beauty and the Beast, Teatro Montecasino Johannesburg und Artscape Opera Kapstadt, Associate Director und Associate Choreographer
- 2008 The Producers, Ronacher Wien Assistant Choreographer
- 2009 Disney’s Beauty and the Beast, Teatro Abril São Paulo, Associate Director und Associate Choreographer
- 2010 High Fidelity, Folkwang Universität der Künste Essen, Deutsche Erstaufführung, Choreografie[15]
- 2010 Disney’s Beauty and the Beast, Teatro Ópera Buenos Aires, Associate Director und Associate Choreographer
- 2013 Disney’s Camp Rock, Kampnagel Hamburg, Deutsche Erstaufführung, Regie und Choreografie[16]
- 2014 Hairspray JR, Kampnagel Hamburg, Regie und Choreografie[17]
- 2014 Cabaret, Kammeroper Köln, Regie und Choreografie[18]
- 2014 24-Stunden Musicals, Alfred-Rust-Saal Ahrensburg, Deutschlandpremiere, Regie und Choreografie[19]
- 2015 Mord am Mikro!, MCE Shows, Choreografie[20]
- 2015 24-Stunden Musicals, Alfred-Rust-Saal Ahrensburg, Regie und Choreografie[21]
- 2016 42nd Street, First Stage Theater Hamburg, Regie und Choreografie[22]
- 2016 King Kong, MCE Shows, Regie und Choreografie[23]
- 2016 Disney in Concert, Tourneeproduktion, Assistant Choreographer
- 2016 24-Stunden Musicals, Alfred-Rust-Saal Ahrensburg, Leitung Künstlerische Produktion[24]
- 2017 Disney in Concert: Magic Moments, Tourneeproduktion, Choreographer
- 2017 Disney in Concert: Das Dschungelbuch, Tourneeproduktion, Regie und Choreografie
- 2017 Chicago, First Stage Theater Hamburg, Regie und Choreografie[25]
- 2018 Disney in Concert: Wonderful Worlds, Tourneeproduktion, Associate Director und Choreographer
- 2019 Rumpelstilzchen, MCE Shows, Regie und Choreografie[26]
- 2022 Disney in Concert: Dreams Come True, Tourneeproduktion, Associate Director und Choreographer
- 2022 Knockin’ on Heaven’s Door, Theater für Niedersachsen Hildesheim, Choreografie[27]
- 2023 Disney 100 – The Concert, Tourneeproduktion, Regie und Choreografie[28]
- 2023 Abbamania The Show, Tourneeproduktion, Regie und Choreografie[29]
- 2023 Show zur Wiedereröffnung der Alsterschwimmhalle Hamburg, Choreografie[30]
- 2023 Gangsta-Oma, Theater Lübeck, Choreografie[31]

## Lehrtätigkeit
- Musicalschule Ahrensburg, künstlerische und pädagogische Leitung
- Folkwang Universität der Künste Essen
- The Showa University of Music Tokio / Showa Academia Musica[32]
- International College of Musical Theatre (ICMT)[33]
- The Urdang Academy London
- Den Danske Scenekunstskole Fredericia[34]
- Liz Mohn Kultur- und Musikstiftung[35]
- Stahlberg Stiftung